# Esrum Å
Esrum Å er en lille omkring 10 km. lang å, der afvander Esrum Sø, beliggende i Gribskov Kommune i Nordsjælland. Ved sluseværket ved Fiskebro reguleres vandstanden i åen, hvis forløb på den første strækning til Esrum Mølle blev reguleret og udgravet i begyndelsen af 1600-tallet på foranledning af Christian 4., formentlig for at øge faldhøjden ved Esrum Mølle, som han også stod for opførelsen af; kort efter møllen passerer åen Esrum Kloster, og lidt vest for Villingerød forenes den med Esrum Kanal, og lidt længere fremme løber Gurre Å ud fra sydøst. Åen fortsætter mod nord til Dronningmølle, hvor den løber ud i Øresund.

## Eksterne kilder og henvisninger
- Fredning af Esrum Sø og dens omgivelser Arkiveret 22. februar 2014 hos  Wayback Machine
- Folder Arkiveret 8. juli 2014 hos  Wayback Machine fra Naturstyrelsen

56°5′30″N 12°22′25″Ø / 56.09167°N 12.37361°Ø